# Jiaolai He
Jiaolai He (胶莱河; engl. Jiaolai River) ist ein Fluss im Osten der chinesischen Provinz Shandong auf der Shandong-Halbinsel. 
Er fließt zwischen den Gebirgszügen Yi Shan (沂山) und Kunyu Shan (昆俞山).